# Svjetsko prvenstvo u atletici 1983.
1. Svjetsko prvenstvo u atletici održano je od 7. kolovoza do 14. kolovoza 1983. godine u finskom glavnom gradu Helsinkiju.

## Tablica medalja
| Mjesto | Država                         | Zlato | Srebro | Bronca | Ukupno |
| ------ | ------------------------------ | ----- | ------ | ------ | ------ |
| 1.     | Njemačka Demokratska Republika | 10    | 7      | 5      | 22     |
| 2.     | SAD                            | 8     | 9      | 7      | 24     |
| 3.     | SSSR                           | 6     | 6      | 11     | 23     |
| 4.     | Češka                          | 4     | 3      | 2      | 9      |
| 5.     | SR Njemačka                    | 2     | 5      | 1      | 8      |
| 6.     | Ujedinjeno Kraljevstvo         | 2     | 2      | 3      | 7      |
| 7.     | Poljska                        | 2     | 1      | 1      | 4      |
| 8.     | Finska                         | 1     | 1      | 1      | 3      |
| 8.     | Italija                        | 1     | 1      | 1      | 3      |
| 8.     | Jamajka                        | 1     | 1      | 1      | 3      |
| 11.    | Australija                     | 1     | 0      | 0      | 1      |
| 11.    | Irska                          | 1     | 0      | 0      | 1      |
| 11.    | Meksiko                        | 1     | 0      | 0      | 1      |
| 11.    | Norveška                       | 1     | 0      | 0      | 1      |
| 15.    | Kuba                           | 0     | 1      | 0      | 1      |
| 15.    | Etiopija                       | 0     | 1      | 0      | 1      |
| 15.    | Nizozemska                     | 0     | 1      | 0      | 1      |
| 15.    | Rumunjska                      | 0     | 1      | 0      | 1      |
| 15.    | Španjolska                     | 0     | 1      | 0      | 1      |
| 20.    | Bugarska                       | 0     | 0      | 3      | 3      |
| 21.    | Brazil                         | 0     | 0      | 1      | 1      |
| 21.    | NR Kina                        | 0     | 0      | 1      | 1      |
| 21.    | Grčka                          | 0     | 0      | 1      | 1      |
| 21.    | Maroko                         | 0     | 0      | 1      | 1      |
| 21.    | Nigerija                       | 0     | 0      | 1      | 1      |

## Rezultati

### Trkačke discipline

#### 100 m
| Mjesto | Država                 | Atletičar      | Vrijeme |
| ------ | ---------------------- | -------------- | ------- |
| 1.     | SAD                    | Carl Lewis     | 10,07   |
| 2.     | SAD                    | Calvin Smith   | 10,21   |
| 3.     | SAD                    | Emmit King     | 10,24   |
| 4.     | Ujedinjeno Kraljevstvo | Allan Wells    | 10,27   |
| 5.     | Dominikanska Republika | Juan Nuñez     | 10,29   |
| 6.     | SR Njemačka            | Christian Haas | 10,32   |
| 7.     | Australija             | Paul Narracott | 10,33   |
| 8.     | Kanada                 | Desai Williams | 10,36   |

| Mjesto | Država                         | Atletičarka              | Vrijeme |
| ------ | ------------------------------ | ------------------------ | ------- |
| 1.     | Njemačka Demokratska Republika | Marlies Oelsner-Göhr     | 10,97   |
| 2.     | Njemačka Demokratska Republika | Marita Koch              | 11,02   |
| 3.     | SAD                            | Diane Williams           | 11,06   |
| 4.     | Jamajka                        | Merlene Ottey            | 11,19   |
| 5.     | Kanada                         | Angela Bailey            | 11,20   |
| 6.     | Finska                         | Helinä Marjamaa          | 11,24   |
| 7.     | Kanada                         | Angella Taylor-Issajenko | 11,30   |
| 8.     | SAD                            | Evelyn Ashford           | DNF     |

#### 200 m
| Mjesto | Država                         | Atletičar             | Vrijeme |
| ------ | ------------------------------ | --------------------- | ------- |
| 1.     | SAD                            | Calvin Smith          | 20,14   |
| 2.     | SAD                            | Elliott Quow          | 20,41   |
| 3.     | Italija                        | Pietro Mennea         | 20,51   |
| 4.     | Ujedinjeno Kraljevstvo         | Allan Wells           | 20,52   |
| 5.     | Njemačka Demokratska Republika | Frank Emmelmann       | 20,55   |
| 6.     | Nigerija                       | Innocent Egbunike     | 20,63   |
| 7.     | Italija                        | Carlo Simionato       | 20,69   |
| 8.     | Brazil                         | Joao Batista Da Silva | 20,80   |

| Mjesto | Država                         | Atletičarka              | Vrijeme |
| ------ | ------------------------------ | ------------------------ | ------- |
| 1.     | Njemačka Demokratska Republika | Marita Koch              | 22,13   |
| 2.     | Jamajka                        | Merlene Ottey            | 22,19   |
| 3.     | Ujedinjeno Kraljevstvo         | Kathy Smallwood-Cook     | 22,37   |
| 4.     | SAD                            | Florence Griffith-Joyner | 22,46   |
| 5.     | Jamajka                        | Grace Jackson            | 22,63   |
| 6.     | Bugarska                       | Anelia Nuneva            | 22,68   |
| 7.     | Kanada                         | Angela Bailey            | 22,93   |
| 8.     | Poljska                        | Ewa Kasprzyk             | 23,03   |

#### 400 m
| Mjesto | Država                         | Atletičar        | Vrijeme |
| ------ | ------------------------------ | ---------------- | ------- |
| 1.     | Jamajka                        | Bert Cameron     | 45,05   |
| 2.     | SAD                            | Michael Franks   | 45,22   |
| 3.     | SAD                            | Sunder Nix       | 45,24   |
| 4.     | SR Njemačka                    | Erwin Skamrahl   | 45,37   |
| 5.     | SR Njemačka                    | Hartmut Weber    | 45,49   |
| 6.     | Njemačka Demokratska Republika | Thomas Schönlebe | 45,50   |
| 7.     | Trinidad i Tobago              | Michael Paul     | 45,80   |
| 8.     | Brazil                         | A. Souza Gerson  | 45,91   |

| Mjesto | Država                         | Atletičarka           | Vrijeme    |
| ------ | ------------------------------ | --------------------- | ---------- |
| 1.     | Češka                          | Jarmila Kratochvílová | 47,99 (WR) |
| 2.     | Češka                          | Tatána Kocembová      | 48,59      |
| 3.     | SSSR                           | Maria Pinigina        | 49,19      |
| 4.     | SR Njemačka                    | Gaby Bussmann         | 49,75      |
| 5.     | Kanada                         | Marita Payne-Wiggins  | 50,06      |
| 6.     | SSSR                           | Irina Baskakova       | 50,48      |
| 7.     | Njemačka Demokratska Republika | Dagmar Rübsam         | 50,48      |
| 8.     | SAD                            | Rosalyn Bryant        | 50,66      |

#### 800 m
| Mjesto | Država                 | Atletičar         | Vrijeme |
| ------ | ---------------------- | ----------------- | ------- |
| 1.     | SR Njemačka            | Willi Wülbeck     | 1.43,65 |
| 2.     | Nizozemska             | Rob Druppers      | 1.44,20 |
| 3.     | Brazil                 | Joaquim Cruz      | 1.44,27 |
| 4.     | Ujedinjeno Kraljevstvo | Peter Elliott     | 1.44,87 |
| 5.     | SAD                    | James Robinson    | 1.45,12 |
| 6.     | Brazil                 | Agberto Guimarães | 1.45,46 |
| 7.     | SR Njemačka            | Hans-Peter Ferner | 1.45,74 |
| 8.     | SAD                    | David Patrick     | 1.46,56 |

| Mjesto | Država                         | Atletičarka                    | Vrijeme |
| ------ | ------------------------------ | ------------------------------ | ------- |
| 1.     | Češka                          | Jarmila Kratochvílová          | 1.54,68 |
| 2.     | SSSR                           | Ljoebov Goerina                | 1.56,11 |
| 3.     | SSSR                           | Jekaterina Podkopajeva         | 1.57,58 |
| 4.     | SR Njemačka                    | Margrit Klinger                | 1.58,11 |
| 5.     | SAD                            | Robin Campbell                 | 2.00,03 |
| 6.     | Rumunjska                      | Doina Melinte                  | 2.00,13 |
| 7.     | Češka                          | Milena Matejkovicova-Strnadova | 2.01,72 |
| 8.     | Njemačka Demokratska Republika | Antje Schröder                 | 2.02,13 |

#### 1 500 m
| Mjesto | Država                         | Atletičar           | Vrijeme |
| ------ | ------------------------------ | ------------------- | ------- |
| 1.     | Ujedinjeno Kraljevstvo         | Steve Cram          | 3.41,59 |
| 2.     | SAD                            | Steve Scott         | 3.41,87 |
| 3.     | Maroko                         | Saïd Aouita         | 3.42,02 |
| 4.     | Ujedinjeno Kraljevstvo         | Steve Ovett         | 3.42,34 |
| 5.     | Španjolska                     | José Manuel Abascal | 3.42,47 |
| 6.     | Švicarska                      | Pierre Délèze       | 3.43,69 |
| 7.     | Njemačka Demokratska Republika | Andreas Busse       | 3.43,72 |
| 8.     | Jugoslavija                    | Dragan Zdravković   | 3.43,75 |

| Mjesto | Država                 | Atletičarka                  | Vrijeme |
| ------ | ---------------------- | ---------------------------- | ------- |
| 1.     | SAD                    | Mary Decker-Slaney           | 4.00,90 |
| 2.     | SSSR                   | Zamira Zaitseva              | 4.01,19 |
| 3.     | SSSR                   | Jekaterina Podkоpajeva       | 4.02,25 |
| 4.     | SSSR                   | Ravilya Agletdinova-Kotovich | 4.02,67 |
| 5.     | Ujedinjeno Kraljevstvo | Wendy Smith-Sly              | 4.04,14 |
| 6.     | Rumunjska              | Doina Melinte                | 4.04,42 |
| 7.     | Italija                | Gabriella Dorio              | 4.04,73 |
| 8.     | Kanada                 | Brit Lind-Petersen-McRoberts | 4.05,73 |

#### 5 000 m
| Mjesto | Država                         | Atletičar          | Vrijeme  |
| ------ | ------------------------------ | ------------------ | -------- |
| 1.     | Irska                          | Eamonn Coghlan     | 13.28,53 |
| 2.     | Njemačka Demokratska Republika | Werner Schildhauer | 13.30,20 |
| 3.     | Finska                         | Martti Vainio      | 13.30,34 |
| 4.     | SSSR                           | Dmitriy Dmitriyev  | 13.30,38 |
| 5.     | SAD                            | Doug Padilla       | 13.32,08 |
| 6.     | SR Njemačka                    | Thomas Wessinghage | 13.32,46 |
| 7.     | Etiopija                       | Wodajo Bulti       | 13.34,03 |
| 8.     | Austrija                       | Dietmar Millonig   | 13.36,08 |

| Mjesto | Država                 | Atletičarka          | Vrijeme      |
| ------ | ---------------------- | -------------------- | ------------ |
| 1.     | SAD                    | Mary Decker-Slaney   | 8.34,62      |
| 2.     | SR Njemačka            | Brigitte Kraus       | 8.35,11      |
| 3.     | SSSR                   | Tatjana Kazankina    | 8.35,13      |
| 4.     | SSSR                   | Svetlana Ulmasova    | 8.35,55      |
| 5.     | Ujedinjeno Kraljevstvo | Wendy Smith-Sly      | 8.37,06      |
| 6.     | Italija                | Agnese Possamai      | 8.37,96 (NR) |
| 7.     | Ujedinjeno Kraljevstvo | Jane Furniss-Shields | 8.45,69      |
| 8.     | SSSR                   | Natalya Artyomova    | 8.47,98      |

#### 10 000 m
| Mjesto | Država                         | Atletičar          | Vrijeme  |
| ------ | ------------------------------ | ------------------ | -------- |
| 1.     | Italija                        | Alberto Cova       | 28.01,04 |
| 2.     | Njemačka Demokratska Republika | Werner Schildhauer | 28.01,18 |
| 3.     | Njemačka Demokratska Republika | Hansjörg Kunze     | 28.01,26 |
| 4.     | Finska                         | Martti Vainio      | 28.01,37 |
| 5.     | Tanzanija                      | Gidamis Shahanga   | 28.01,93 |
| 6.     | Portugal                       | Carlos Lopes       | 28.06,78 |
| 7.     | Ujedinjeno Kraljevstvo         | Nick Rose          | 28.07,53 |
| 8.     | SR Njemačka                    | Christoph Herle    | 28.09,05 |

#### Maraton
| Mjesto | Država                         | Atletičar           | Vrijeme |
| ------ | ------------------------------ | ------------------- | ------- |
| 1.     | Australija                     | Robert de Castella  | 2:10.03 |
| 2.     | Etiopija                       | Kebede Balcha       | 2:10.27 |
| 3.     | Njemačka Demokratska Republika | Waldemar Cierpinski | 2:10.37 |
| 4.     | Švedska                        | Kjell-Erik Ståhl    | 2:10.38 |
| 5.     | Tanzanija                      | Agapius Masong      | 2:10.42 |
| 6.     | Belgija                        | Armand Parmentier   | 2:10.57 |
| 7.     | Italija                        | Gianni Poli         | 2:11.05 |
| 8.     | Ujedinjeno Kraljevstvo         | Hugh Jones          | 2:11.15 |

| Mjesto | Država   | Atletičarka               | Vrijeme |
| ------ | -------- | ------------------------- | ------- |
| 1.     | Norveška | Grete Waitz               | 2:28.09 |
| 2.     | SAD      | Marianne Dickerson        | 2:31.09 |
| 3.     | SSSR     | Raisa Katyukova-Smekhnova | 2:31.13 |
| 4.     | Portugal | Rosa Mota                 | 2:31.50 |
| 5.     | Kanada   | Jacqueline Gareau         | 2:32.35 |
| 6.     | Italija  | Laura Fogli               | 2:33.31 |
| 7.     | Irska    | Regina Joyce              | 2:33.52 |
| 8.     | Finska   | Tuija Toivonen-Jousimaa   | 2:34.14 |

#### 20 km brzo hodanje
| Mjesto | Država     | Atletičar          | Vrijeme |
| ------ | ---------- | ------------------ | ------- |
| 1.     | Meksiko    | Ernesto Canto      | 1:20.49 |
| 2.     | Češka      | Jozef Pribilinec   | 1:20.59 |
| 3.     | SSSR       | Yevgeniy Yevsyukov | 1:21.08 |
| 4.     | Španjolska | José Marín         | 1:21.21 |
| 5.     | Francuska  | Gérard Lelièvre    | 1:21.37 |
| 6.     | Češka      | Pavol Blazek       | 1:21.54 |
| 7.     | Italija    | Maurizio Damilano  | 1:21.57 |
| 8.     | Kanada     | Guillaume Leblanc  | 1:22.04 |

#### 50 km brzo hodanje
| Mjesto | Država                         | Atletičar         | Vrijeme |
| ------ | ------------------------------ | ----------------- | ------- |
| 1.     | Njemačka Demokratska Republika | Ronald Weigel     | 3:43.08 |
| 2.     | Španjolska                     | José Marín        | 3:43.42 |
| 3.     | SSSR                           | Sergey Yung       | 3:49.03 |
| 4.     | Finska                         | Reima Salonen     | 3:52.53 |
| 5.     | Meksiko                        | Raul González     | 3:53.51 |
| 6.     | Kanada                         | François Lapointe | 3:53.57 |
| 7.     | Italija                        | Sandro Bellucci   | 3:55.38 |
| 8.     | SSSR                           | Viktor Dorovskikh | 3:56.02 |

#### 110 m / 100 m s preponama
| Mjesto | Država                         | Atletičar        | Vrijeme |
| ------ | ------------------------------ | ---------------- | ------- |
| 1.     | SAD                            | Greg Foster      | 13,42   |
| 2.     | Finska                         | Arto Bryggare    | 13,46   |
| 3.     | SAD                            | Willie Gault     | 13,48   |
| 4.     | Kanada                         | Mark McKoy       | 13,56   |
| 5.     | Njemačka Demokratska Republika | Thomas Munkelt   | 13,66   |
| 6.     | Mađarska                       | György Bakos     | 13,68   |
| 7.     | Bugarska                       | Ventsislav Radev | 13,73   |
| 8.     | SAD                            | Sam Turner       | 13,82   |

| Mjesto | Država                         | Atletičarka                  | Vrijeme |
| ------ | ------------------------------ | ---------------------------- | ------- |
| 1.     | Njemačka Demokratska Republika | Bettine Jahn                 | 12,35   |
| 2.     | Njemačka Demokratska Republika | Kerstin Knabe                | 12,42   |
| 3.     | Bugarska                       | Ginka Zagorcheva             | 12,62   |
| 4.     | SSSR                           | Natalya Petrova              | 12,67   |
| 5.     | Ujedinjeno Kraljevstvo         | Shirley Strong               | 12,78   |
| 6.     | SSSR                           | Yelena Biserova              | 12,80   |
| 7.     | Njemačka Demokratska Republika | Cornelia Riefstahl-Oschkenat | 12,94   |
| 8.     | SAD                            | Benita Fitzgerald-Brown      | 12,99   |

#### 400 m s preponama
| Mjesto | Država      | Atletičar         | Vrijeme |
| ------ | ----------- | ----------------- | ------- |
| 1.     | SAD         | Edwin Moses       | 47,50   |
| 2.     | SR Njemačka | Harald Schmid     | 48,61   |
| 3.     | SSSR        | Aleksandr Kharlov | 49,03   |
| 4.     | Švedska     | Sven Nylander     | 49,06   |
| 5.     | SAD         | André Phillips    | 49,24   |
| 6.     | SAD         | David Lee         | 49,32   |
| 7.     | Senegal     | Amadou Dia Ba     | 49,61   |
| 8.     | Poljska     | Ryszard Szparak   | 49,78   |

| Mjesto | Država                         | Atletičarka               | Vrijeme |
| ------ | ------------------------------ | ------------------------- | ------- |
| 1.     | SSSR                           | Yekaterina Fesenko-Grun   | 54,14   |
| 2.     | SSSR                           | Anna Ambraziene           | 54,15   |
| 3.     | Njemačka Demokratska Republika | Ellen Neumann-Fiedler     | 54,55   |
| 4.     | Njemačka Demokratska Republika | Petra Pfaff               | 54,64   |
| 5.     | Njemačka Demokratska Republika | Petra Krug                | 54,76   |
| 6.     | Švedska                        | Ann-Louise Skoglund       | 54,80   |
| 7.     | Ujedinjeno Kraljevstvo         | Susan Morley              | 56,04   |
| 8.     | Rumunjska                      | Cristieana Cojocaru-Matei | 56,26   |

#### 3 000 m s preponama
| Mjesto | Država                 | Atletičar         | Vrijeme |
| ------ | ---------------------- | ----------------- | ------- |
| 1.     | SR Njemačka            | Patriz Ilg        | 8.15,06 |
| 2.     | Poljska                | Boguslaw Maminski | 8.17,03 |
| 3.     | Ujedinjeno Kraljevstvo | Colin Reitz       | 8.17,75 |
| 4.     | Francuska              | Joseph Mahmoud    | 8.18,32 |
| 5.     | Ujedinjeno Kraljevstvo | Roger Hackney     | 8.19,38 |
| 6.     | Ujedinjeno Kraljevstvo | Graeme Fell       | 8.20,01 |
| 7.     | Kenija                 | Julius Korir      | 8.20,11 |
| 8.     | SAD                    | Henry Marsh       | 8.20,45 |

#### 4x100 m štafeta
| Mjesto | Država                         | Atletičari                                                              | Vrijeme    |
| ------ | ------------------------------ | ----------------------------------------------------------------------- | ---------- |
| 1.     | SAD                            | Emmit King Willie Gault Calvin Smith Carl Lewis                         | 37,86 (WR) |
| 2.     | Italija                        | Stefano Tilli Carlo Simionato Pierfrancesco Pavoni Pietro Mennea        | 38,37 (NR) |
| 3.     | SSSR                           | Andrey Prokofyev Nikolay Sidorov Vladimir Muravyov Wiktor Brysgin       | 38,41      |
| 4.     | Njemačka Demokratska Republika | Andreas Knebel Thomas Schröder Jens Hubler Frank Emmelmann              | 38,51      |
| 5.     | SR Njemačka                    | Werner Bastians Christian Haas Jürgen Evers Andreas Rizzi               | 38,56      |
| 6.     | Poljska                        | Krzysztof Zwolinski Zenon Licznerski Czeslaw Pradzynski Marian Woronin  | 38,72      |
| 7.     | Jamajka                        | George Walcott Ray Stewart Leroy Reid Colin Bradford                    | 38,75      |
| 8.     | Francuska                      | Thierry Francois Marc Gasparoni Antoine Richard Jean-Jacques Boussemart | 38,98      |

| Mjesto | Država                         | Atletičarke                                                                       | Vrijeme |
| ------ | ------------------------------ | --------------------------------------------------------------------------------- | ------- |
| 1.     | Njemačka Demokratska Republika | Silke Gladisch-Möller Marita Koch Ingrid Auerswald-Lange Marlies Göhr             | 41,76   |
| 2.     | Ujedinjeno Kraljevstvo         | Joan Baptiste Kathy Smallwood-Cook Beverley Goddard-Callender Shirley Thomas      | 42,71   |
| 3.     | Jamajka                        | Leleith Hodges Jacqueline Pusey Juliet Cuthbert Merlene Ottey                     | 42,73   |
| 4.     | Bugarska                       | Ginka Zagorcheva Anelia Nuneva Nadezhda Georgieva Pepa Pawlowa                    | 42,93   |
| 5.     | Kanada                         | Angela Bailey Marita Payne-Wiggins Tanya Brothers Molly Killingbeck               | 43,05   |
| 6.     | SSSR                           | Ljoedmila Kondratjeva Yelena Vinogradova Irina Olkhovnikova Olga Antonowa         | 43,22   |
| 7.     | Francuska                      | Marie-France Loval Marie-Christine Cazier-Ballo Rose-Aimée Bacoul Liliane Gaschet | 43,40   |
| 8.     | Češka                          | Jarmila Nygrýnová Stepanka Sokolova Radislava Soborova Eva Murkova                | 43,78   |

#### 4x400 m štafeta
| Mjesto | Država                 | Atletičari                                                            | Vrijeme |
| ------ | ---------------------- | --------------------------------------------------------------------- | ------- |
| 1.     | SSSR                   | Sergey Lovachov Aleksandr Troshchilo Nikolay Chernetsky Viktor Markin | 3.00,79 |
| 2.     | SR Njemačka            | Erwin Skamrahl Jörg Vaihinger Harald Schmid Hartmut Weber             | 3.01,83 |
| 3.     | Ujedinjeno Kraljevstvo | Ainsley Bennett Garry Cook Todd Bennett Philip Brown                  | 3.03,53 |
| 4.     | Češka                  | Miroslav Zahorak Petr Brecka Dušan Malovec Ján Tomko                  | 3.03,90 |
| 5.     | Italija                | Stefano Malinverni Donato Sabia Mauro Zuliani Roberto Ribaud          | 3.05,10 |
| 6.     | SAD                    | Alonzo Babers Sunder Nix Willie Smith Edwin Moses                     | 3.05,29 |
| 7.     | Švedska                | Tommy Johansson Eric Josjö Per-Erik Olsson Ulf Sedlacek               | 3.08,57 |
| 8.     | Poljska                | Ryszard Wichrowski Ryszard Szparak Andrzej Stepien Ryszard Podlas     | DNF     |

| Mjesto | Država                         | Atletičarke                                                                              | Vrijeme |
| ------ | ------------------------------ | ---------------------------------------------------------------------------------------- | ------- |
| 1.     | Njemačka Demokratska Republika | Gesine Walther Sabine Busch Marita Koch Dagmar Rübsam                                    | 3.19,73 |
| 2.     | Češka                          | Tatána Kocembová Milena Matejkovicova-Strnadova Zuzana Moravcikova Jarmila Kratochvílová | 3.20,32 |
| 3.     | SSSR                           | Yelena Didilenko-Korban Marina Ivanova-Kharlamova Irina Baskakova Maria Pinigina         | 3.21,16 |
| 4.     | Kanada                         | Charmaine Crooks Jillian Richardson Molly Killingbeck Marita Payne-Wiggins               | 3.27,41 |
| 5.     | SAD                            | Roberta Belle Easter Gabriel Rosalyn Bryant Denean Howard-Hill                           | 3.27,57 |
| 6.     | SR Njemačka                    | Rita Daimer Ute Thimm Gisela Gottwald Gaby Bussmann                                      | 3.29,43 |
| 7.     | Bugarska                       | Svobodka Damyanova Rositsa Stamenova Katya Ilieva Galina Penkowa                         | 3.30,36 |
| 8.     | Rumunjska                      | Iulia Radu Daniela Matei Cristieana Cojocaru-Matei Elena Lina                            | 3.35,61 |

|}

### Skakačke discipline

#### Skok u vis
| Mjesto | Država      | Atletičar         | Visina |
| ------ | ----------- | ----------------- | ------ |
| 1.     | SSSR        | Gennadi Avdejenko | 2,32 m |
| 2.     | SAD         | Tyke Peacock      | 2,32 m |
| 3.     | NR Kina     | Zhu Jianhua       | 2,29 m |
| 4.     | SR Njemačka | Dietmar Mögenburg | 2,29 m |
| 4.     | SSSR        | Igor Paklin       | 2,29 m |
| 6.     | SAD         | Dwight Stones     | 2,29 m |
| 7.     | SR Njemačka | Carlo Thränhardt  | 2,26 m |
| 8.     | SSSR        | Valeriy Sereda    | 2,26 m |

| Mjesto | Država                         | Atletičarka        | Visina |
| ------ | ------------------------------ | ------------------ | ------ |
| 1.     | SSSR                           | Tamara Bikova      | 2,01 m |
| 2.     | SR Njemačka                    | Ulrike Meyfarth    | 1,99 m |
| 3.     | SAD                            | Louise Ritter      | 1,95 m |
| 4.     | SAD                            | Coleen Sommer      | 1,95 m |
| 5.     | Njemačka Demokratska Republika | Kerstin Brandt     | 1,92 m |
| 6.     | Kanada                         | Debbie Brill       | 1,88 m |
| 7.     | Njemačka Demokratska Republika | Susanne Helm-Beyer | 1,88 m |
| 8.     | Mađarska                       | Olga Juha          | 1,88 m |

#### Skok u dalj
| Mjesto | Država      | Atletičar      | Duljina |
| ------ | ----------- | -------------- | ------- |
| 1.     | SAD         | Carl Lewis     | 8,55 m  |
| 2.     | SAD         | Jason Grimes   | 8,29 m  |
| 3.     | SAD         | Mike Conley    | 8,12 m  |
| 4.     | Mađarska    | László Szalma  | 8,12 m  |
| 5.     | Jugoslavija | Nenad Stekic   | 8,09 m  |
| 6.     | Australija  | Gary Honey     | 8,06 m  |
| 7.     | Španjolska  | Antonio Corgos | 8,06 m  |
| 8.     | Nigerija    | Yusuf Alli     | 7,89 m  |

| Mjesto | Država                         | Atletičarka             | Duljina |
| ------ | ------------------------------ | ----------------------- | ------- |
| 1.     | Njemačka Demokratska Republika | Heike Daute-Drechsler   | 7,27 m  |
| 2.     | Rumunjska                      | Anisoara Cusmir-Stanciu | 7,15 m  |
| 3.     | SAD                            | Carol Lewis             | 7,04 m  |
| 4.     | SSSR                           | Tatyana Proskuryakova   | 7,02 m  |
| 5.     | Ujedinjeno Kraljevstvo         | Beverly Kinch           | 6,93 m  |
| 6.     | Mađarska                       | Zsuzsa Vanyek           | 6,81 m  |
| 7.     | Češka                          | Eva Murková             | 6,80 m  |
| 8.     | Australija                     | Robyn Lorraway          | 6,65 m  |

#### Skok s motkom
| Mjesto | Država    | Atletičar             | Visina |
| ------ | --------- | --------------------- | ------ |
| 1.     | SSSR      | Sergej Boebka         | 5,70 m |
| 2.     | SSSR      | Konstantin Volkov     | 5,60 m |
| 3.     | Bugarska  | Atanas Tarev          | 5,60 m |
| 4.     | Poljska   | Tadeusz Slusarski     | 5,55 m |
| 5.     | Brazil    | Tom Hintnaus          | 5,50 m |
| 6.     | Francuska | Patrick Abada         | 5,50 m |
| 7.     | Švedska   | Miro Zalar            | 5,50 m |
| 8.     | Francuska | Thierry Vigneron      | 5,40 m |
| 8.     | Poljska   | Wladyslaw Kozakiewicz | 5,40 m |

#### Troskok
| Mjesto | Država   | Atletičar         | Duljina |
| ------ | -------- | ----------------- | ------- |
| 1.     | Poljska  | Zdzislaw Hoffmann | 17,42 m |
| 2.     | SAD      | Willie Banks      | 17,18 m |
| 3.     | Nigerija | Ajayi Agbebaku    | 17,18 m |
| 4.     | SAD      | Mike Conley       | 17,13 m |
| 5.     | Češka    | Vlastimil Marinec | 17,13 m |
| 6.     | Češka    | Ján Cado          | 17,06 m |
| 7.     | Mađarska | Bela Bakosi       | 16,83 m |
| 8.     | SAD      | Al Joyner         | 16,76 m |

### Bacačke discipline

#### Bacanje koplja
| Mjesto | Država                         | Atletičar        | Duljina |
| ------ | ------------------------------ | ---------------- | ------- |
| 1.     | Njemačka Demokratska Republika | Detlef Michel    | 89,48 m |
| 2.     | SAD                            | Tom Petranoff    | 85,60 m |
| 3.     | SSSR                           | Dainis Kūla      | 85,58 m |
| 4.     | SSSR                           | Heino Puuste     | 84,56 m |
| 5.     | Norveška                       | Per Olsen Erling | 83,54 m |
| 6.     | Švedska                        | Kenth Eldebrink  | 83,28 m |
| 7.     | Češka                          | Zdenek Adamec    | 81,30 m |
| 8.     | SR Njemačka                    | Klaus Tafelmeier | 80,42 m |

| Mjesto | Država                 | Atletičarka      | Duljina |
| ------ | ---------------------- | ---------------- | ------- |
| 1.     | Finska                 | Tiina Lillak     | 70,82 m |
| 2.     | Ujedinjeno Kraljevstvo | Fatima Whitbread | 69,14 m |
| 3.     | Grčka                  | Anna Verouli     | 65,72 m |
| 4.     | Ujedinjeno Kraljevstvo | Tessa Sanderson  | 64,76 m |
| 5.     | Rumunjska              | Eva Raduly-Zörgö | 63,86 m |
| 6.     | Finska                 | Tuula Laaksalo   | 62,44 m |
| 7.     | SR Njemačka            | Beate Peters     | 62,42 m |
| 8.     | Kuba                   | María Colón      | 62,04 m |

#### Bacanje diska
| Mjesto | Država                         | Atletičar             | Duljina |
| ------ | ------------------------------ | --------------------- | ------- |
| 1.     | Češka                          | Imrich Bugár          | 67,72 m |
| 2.     | Kuba                           | Luis Delís            | 67,36 m |
| 3.     | Češka                          | Gejza Valent          | 66,08 m |
| 4.     | Finska                         | Ari Huumonen          | 65,44 m |
| 5.     | Njemačka Demokratska Republika | Jürgen Schult         | 64,92 m |
| 6.     | SSSR                           | Georgiy Kolnootchenko | 64,74 m |
| 7.     | Kuba                           | Juan Martínez         | 64,26 m |
| 8.     | SAD                            | Art Burns             | 63,22 m |

| Mjesto | Država                         | Atletičarka            | Duljina |
| ------ | ------------------------------ | ---------------------- | ------- |
| 1.     | Njemačka Demokratska Republika | Martina Opitz-Hellmann | 68,94 m |
| 2.     | SSSR                           | Galina Murashova       | 67,44 m |
| 3.     | Bugarska                       | Maria Vergova-Petkova  | 66,44 m |
| 4.     | Bugarska                       | Tsvetanka Khristova    | 65,62 m |
| 5.     | Njemačka Demokratska Republika | Gisela Beyer           | 65,26 m |
| 6.     | Češka                          | Zdenka Šilhavá         | 64,32 m |
| 7.     | Nizozemska                     | Ria Stalman            | 63,76 m |
| 8.     | Ujedinjeno Kraljevstvo         | Meg Ritchie            | 62,50 m |

#### Bacanje kugle
| Mjesto | Država                         | Atletičar         | Duljina |
| ------ | ------------------------------ | ----------------- | ------- |
| 1.     | Poljska                        | Edward Sarul      | 21,39 m |
| 2.     | Njemačka Demokratska Republika | Ulf Timmermann    | 21,16 m |
| 3.     | Češka                          | Remigius Machura  | 20,98 m |
| 4.     | SAD                            | Dave Laut         | 20,60 m |
| 5.     | SSSR                           | Janis Bojars      | 20,32 m |
| 6.     | Njemačka Demokratska Republika | Udo Beyer         | 20,09 m |
| 7.     | Italija                        | Alessandro Andrei | 20,07 m |
| 8.     | Finska                         | Aulis Akonniemi   | 19,85 m |

| Mjesto | Država                         | Atletičarka                | Duljina |
| ------ | ------------------------------ | -------------------------- | ------- |
| 1.     | Češka                          | Helena Fibingerová         | 21,05 m |
| 2.     | Njemačka Demokratska Republika | Helma Knorscheidt          | 20,70 m |
| 3.     | Njemačka Demokratska Republika | Ilona Slupianek-Briesenick | 20,56 m |
| 4.     | SSSR                           | Nunu Abashidze             | 20,55 m |
| 5.     | SSSR                           | Natalja Lisovskaja         | 20,02 m |
| 6.     | Rumunjska                      | Mihaela Loghin             | 19,85 m |
| 7.     | SR Njemačka                    | Claudia Losch              | 19,72 m |
| 8.     | Kuba                           | Elena María Sarría         | 19,47 m |

#### Bacanje kladiva
| Mjesto | Država                         | Atletičar         | Duljina |
| ------ | ------------------------------ | ----------------- | ------- |
| 1.     | SSSR                           | Sergej Litvinov   | 82,68 m |
| 2.     | SSSR                           | Joeri Sedych      | 80,94 m |
| 3.     | Poljska                        | Zdzislaw Kwasny   | 79,42 m |
| 4.     | SSSR                           | Igor Nikulin      | 79,34 m |
| 5.     | Njemačka Demokratska Republika | Gunther Rodehau   | 77,08 m |
| 6.     | SR Njemačka                    | Klaus Ploghaus    | 76,96 m |
| 7.     | SR Njemačka                    | Karl-Hans Riehm   | 76,92 m |
| 8.     | Bugarska                       | Emanuil Dyulgerov | 76,64 m |

### Višeboj

#### Desetoboj / Sedmoboj
| Mjesto | Država                         | Atletičar         | Bodovi |
| ------ | ------------------------------ | ----------------- | ------ |
| 1.     | Ujedinjeno Kraljevstvo         | Daley Thompson    | 8666   |
| 2.     | SR Njemačka                    | Jürgen Hingsen    | 8561   |
| 3.     | SR Njemačka                    | Siegfried Wentz   | 8478   |
| 4.     | Njemačka Demokratska Republika | Uwe Freimuth      | 8433   |
| 5.     | Švicarska                      | Stefan Niklaus    | 8212   |
| 6.     | SSSR                           | Aleksandr Nevskiy | 8201   |
| 7.     | Njemačka Demokratska Republika | Torsten Voss      | 8167   |
| 8.     | Njemačka Demokratska Republika | Steffen Grummt    | 8149   |

| Mjesto | Država                         | Atletičarka         | Bodovi |
| ------ | ------------------------------ | ------------------- | ------ |
| 1.     | Njemačka Demokratska Republika | Ramona Neubert      | 6714   |
| 2.     | Njemačka Demokratska Republika | Sabine Paetz-John   | 6662   |
| 3.     | Njemačka Demokratska Republika | Anke Vater-Behmer   | 6532   |
| 4.     | SR Njemačka                    | Sabine Everts       | 6398   |
| 5.     | Bugarska                       | Valentina Dimitrova | 6362   |
| 6.     | SSSR                           | Yekaterina Smirnova | 6321   |
| 7.     | Australija                     | Glynis Nunn-Cearns  | 6195   |
| 8.     | Nizozemska                     | Tineke Hidding      | 6155   |

## Značenje kratica
- WR: Svjetski rekord
- KR: Rekord prvenstava
- NR: Nacionalni rekord
- ER: Europski rekord
- AF: Afrički rekord
- AS: Azijski rekord
- OC: Oceanijski rekord
- DSQ: Diskvalifikacija

## Vanjske poveznice
- IAAF-ovi službeni rezultati  Arhivirana inačica izvorne stranice od 12. prosinca 2004. (Wayback Machine)